# Geyne

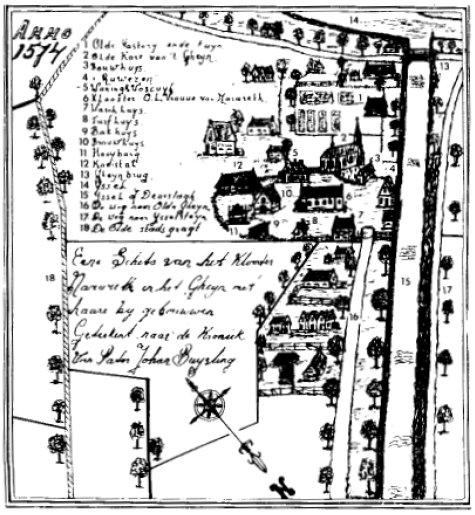
Het klooster Nazareth

Geyne (ook wel ('t) Gein) is een voormalige plaats met stadsrechten in de huidige Nederlandse gemeente Nieuwegein.
De naam was afgeleid van het riviertje de Geine dat vanaf het huidige Oudegein naar de IJssel stroomde. Na het graven van de Vaartsche Rijn in 1127 werd het deel van een belangrijke waterverbinding met de stad Utrecht.
Geyne kreeg stadsrechten in 1295 van de Utrechtse bisschop Jan van Sierck. Daarop werd om de plaats een gracht gegraven maar een doorontwikkeling naar een ommuurde stad bleef hoogstwaarschijnlijk uit. Na het graven van kanaal de Doorslag in 1295 verlandde de Geine; een restant bevindt zich nog in het huidige park Oudegein.
In 1333 werd de plaats door de Hollanders verwoest toen de graaf van Holland het
Sticht Utrecht wilde veroveren, nadat bisschop Jan van Diest het door zijn wanbeleid verzwakt had. De functie van voorhaven voor de stad Utrecht werd vervolgens overgenomen door de plaats Vreeswijk. Geyne kwam vervolgens niet meer tot bloei. Begin 15e eeuw kwam het hier nogmaals tot verwoestingen en de plaats werd grotendeels verlaten.
In 1423 is er het klooster Nazareth gesticht. In 1572 werd het klooster verlaten en bleef er alleen een buurtschap over, genaamd Geinoord en een gelijknamige weg. De voormalige buurtschap en weg zijn sinds het ontstaan van Nieuwegein onderdeel van de wijk en het park Oudegein. Deze laatste is vernoemd naar Huis Oudegein, welk zijn oorsprong heeft in de tijd van Geyne.
Toen in 1971 de gemeentes Jutphaas en Vreeswijk fuseerden kreeg de nieuwe gemeente de naam Nieuwegein ('Nieuw Gein').
De plaatselijke voetbalvereniging SV Geinoord is vernoemd naar de buurtschap.